# Dorian Grosber
Dorian Grosber (* 15. Mai 2006) ist ein luxemburgischer Basketballspieler.

## Laufbahn
Grosber ist ruandischer Abstammung. Er spielte zunächst Fußball und Tischtennis, nach einem Wachstumsschub begann er mit dem Basketballsport. Grosber wurde beim BBC Sparta Bertrange gefördert und machte schnell Fortschritte.
Im Sommer 2022 wechselte er in den Nachwuchsbereich von Alba Berlin nach Deutschland. Anfang Oktober 2023 wurde Grosber mittels Zweitspielrecht erstmals bei SSV Lokomotive Bernau in der 2. Bundesliga ProB eingesetzt. Für Berlin stand er im November 2024 zum ersten Mal in einem Euroleague-Spiel auf dem Feld, als er von Trainer Israel González gegen Roter Stern Belgrad für 0,7 Sekunden eingesetzt wurde. In der Bundesliga bestritt Grosber kein Spiel für die Berliner. 
Zur Saison 2025/26 wechselte er in den US-Bundesstaat North Carolina an die High Point University.

### Nationalmannschaft
2021 bestritt Grosber sein erstes Länderspiel für Luxemburgs Nationalmannschaft.